# Àguila daurada

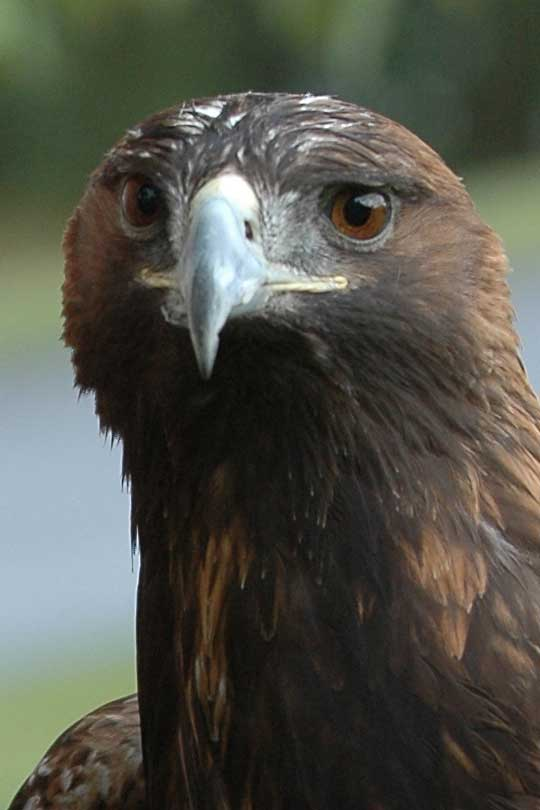
Exemplar fotografiat a Calgary (Alberta, Canadà)

L'àguila daurada o àliga daurada, al País Valencià, àguila xotera, o a les Balears, àguila reial (Aquila chrysaetos), és un gran ocell rapinyaire de la família dels accipítrids (Accipitridae). És una de les àguiles amb una distribució més àmplia: ocupa gran part de l'hemisferi nord, i és la gran àliga dels Països Catalans. Els fòssils més antics d'aquesta espècie daten del Villanyià (Pliocè superior).
El seu estat de conservació es considera de risc mínim.

## Morfologia
- Fa 75–88 cm de llargària total i 2 m d'envergadura alar.
- Color molt fosc, bru, amb reflexos daurats.
- Taca daurada al cap.
- La femella és més grossa que el mascle.

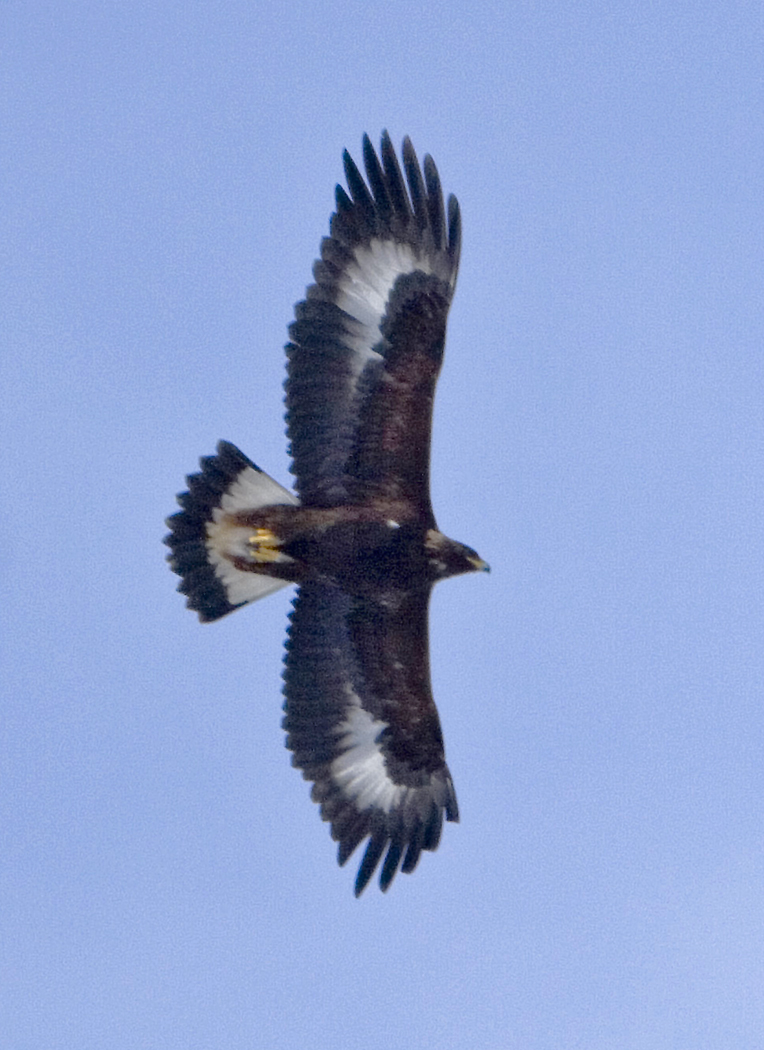
Silueta de l'àliga daurada

## Subespècies
- Aquila chrysaetos chrysaetos (Linnaeus, 1758) – Euràsia (llevat de la península Ibèrica) fins a l'oest de Sibèria.
- Aquila chrysaetos canadensis (Linnaeus, 1758) – Nord-amèrica.
- Aquila chrysaetos daphanea (Severtzov, 1888) – Des del sud del Kazakhstan fins a l'est de Manxúria i el sud-oest de la Xina. També el nord de l'Índia i del Pakistan.
- Aquila chrysaetos homeryi (Severtzov, 1888) – Península Ibèrica, Àfrica del Nord, Turquia i l'Iran.
- Aquila chrysaetos japonica (Severtzov, 1888) – Japó i Corea.
- Aquila chrysaetos kamtschatica (Severtzov, 1888) – Des del massís de l'Altai fins a la península de Kamtxatka.
- Aquila chrysaetos simurgh - Creta durant el Plistocè i l'Holocè. Avui extinta.

## Reproducció
És un ocell monògam i assoleix la maduresa sexual vers els 5-6 anys. Fa nius, que utilitza en diverses ocasions, en roques dels vessants de les muntanyes i en cingleres, els quals reutilitza cada any. A la primavera pon de 2 a 4 ous, blancs i tacats de vermell, i els cova durant 50 dies, al final dels quals el poll que ha nascut primer encara necessitarà 12 setmanes més per a volar. L'altre poll mor o és mort pel seu germà gran en el moment de néixer. Les cries, anomenades aguilons, estan recobertes d'un plomissol blanc.

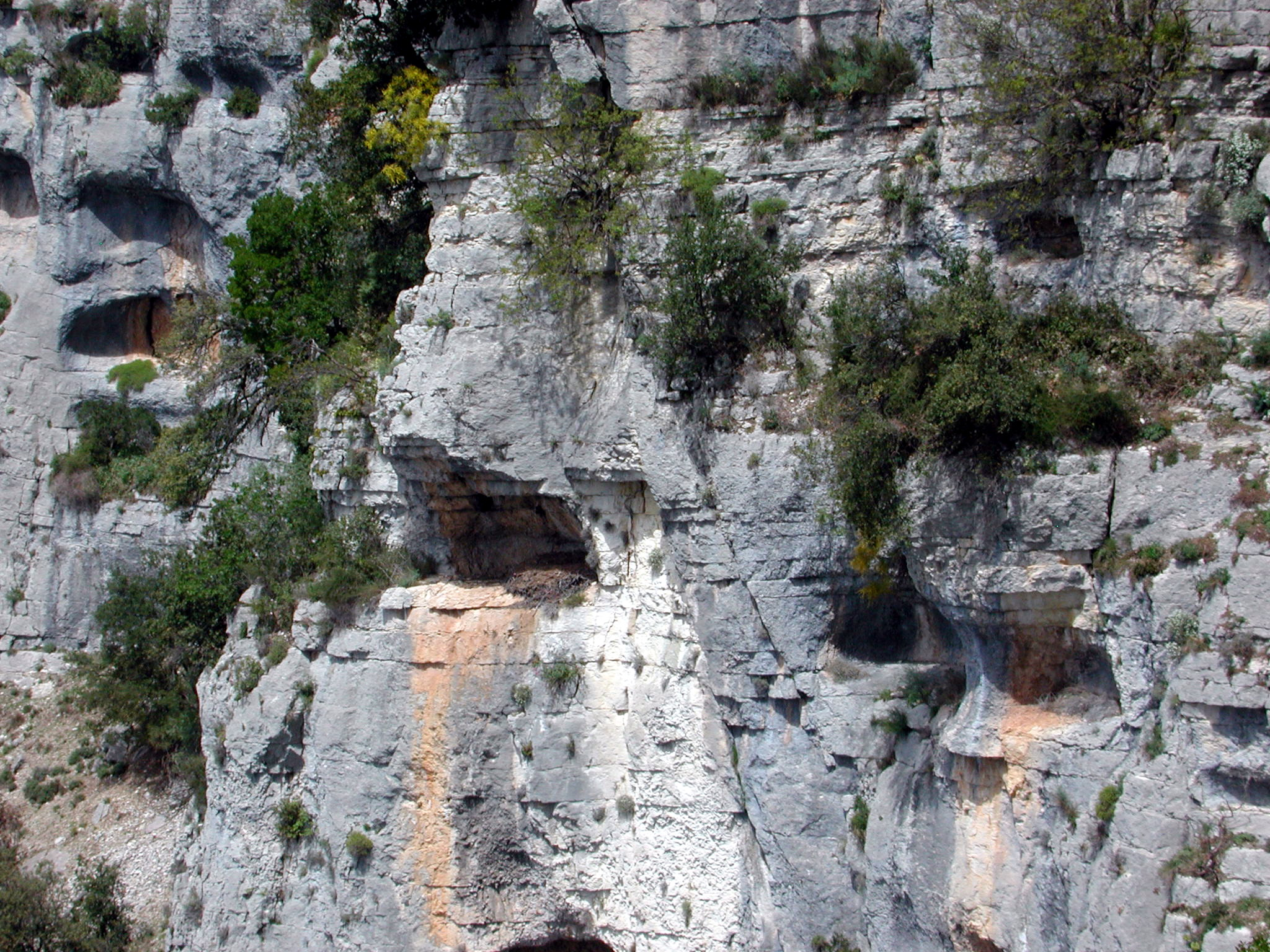
Exemple de lloc on pot fer niu l'àliga daurada
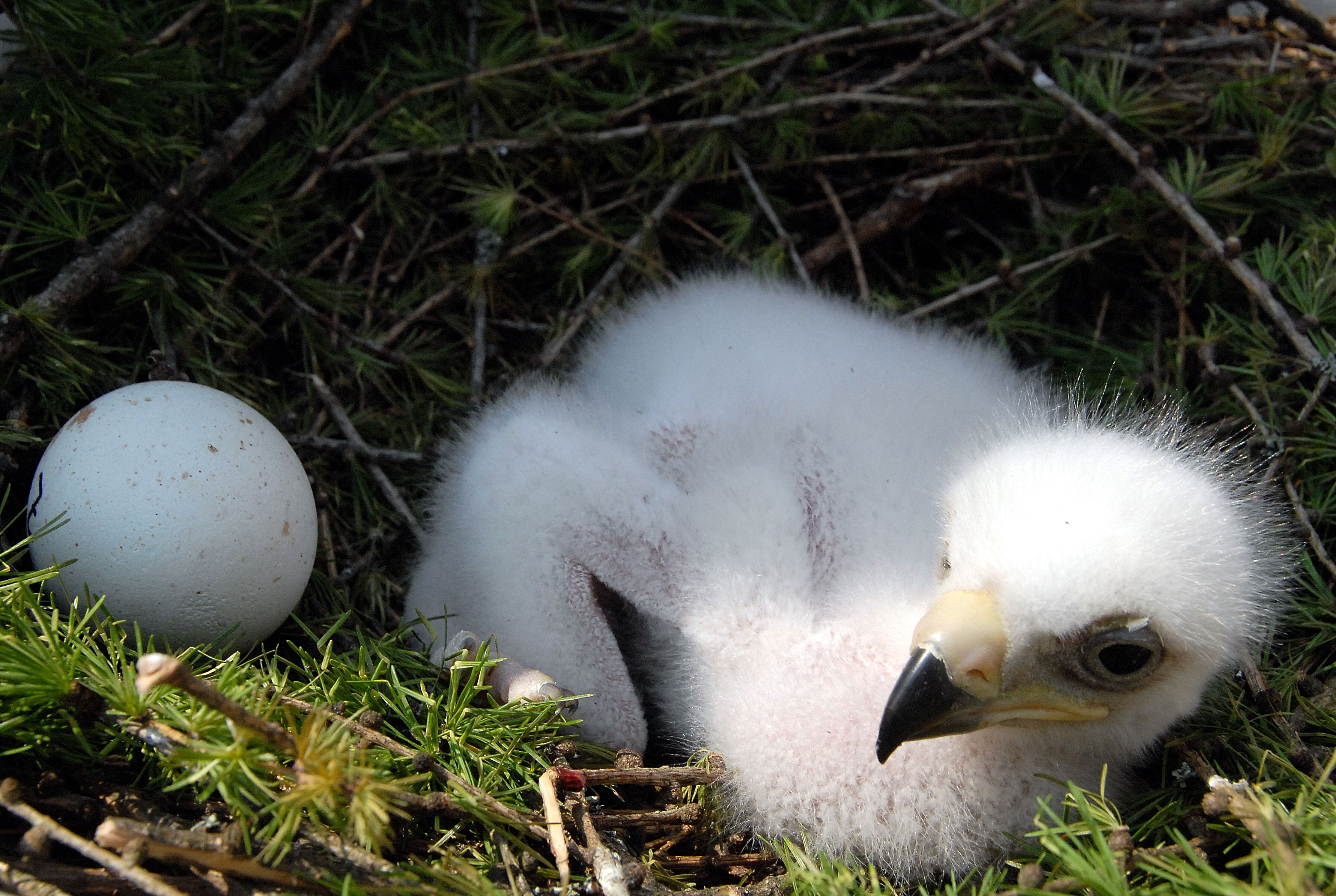
Pollet d'àliga daurada de 14 dies fotografiat a Caríntia (Àustria)

## Alimentació
Té costums caçadors i s'alimenta de llebres, marmotes alpines, conills, isards joves, guineus, perdius i altres preses. Durant els mesos d'hivern, quan les seues preses són escasses, també menja carronya. De vegades, quan no hi ha carronya ni les seves preses tradicionals, no dubta a caçar i menjar ducs (Bubo bubo), falcons, aligots, gamarussos i goluts (Gulo luscus). No pot caçar aus en vol per la seva gran envergadura.
Cada parella necessita un territori de caça molt extens. Els animals que caça acostumen a pesar bastant i, per aquesta raó, construeix el niu a un nivell inferior al del seu terreny de cacera habitual, i així el transport fins al niu no li suposa una despesa energètica tan gran.

## Hàbitat
És el rapinyaire de l'alta muntanya (Pirineus i Prepirineus).

## Distribució geogràfica
S'estén per tota la regió paleàrtica i neàrtica. A l'Europa occidental només n'hi ha poblacions estables a Escòcia, Noruega, els Alps, Itàlia i la península Ibèrica. Es troba al Pirineu, però no amb abundància.
També per pobles de Catalunya de gran altitud.

## Costums
- Per la seua gran envergadura, necessita grans espais desforestats per on es passeja sense, amb prou feines, moure les llargues ales.
- Pot arribar volant a velocitats de fins a 240 km/h.

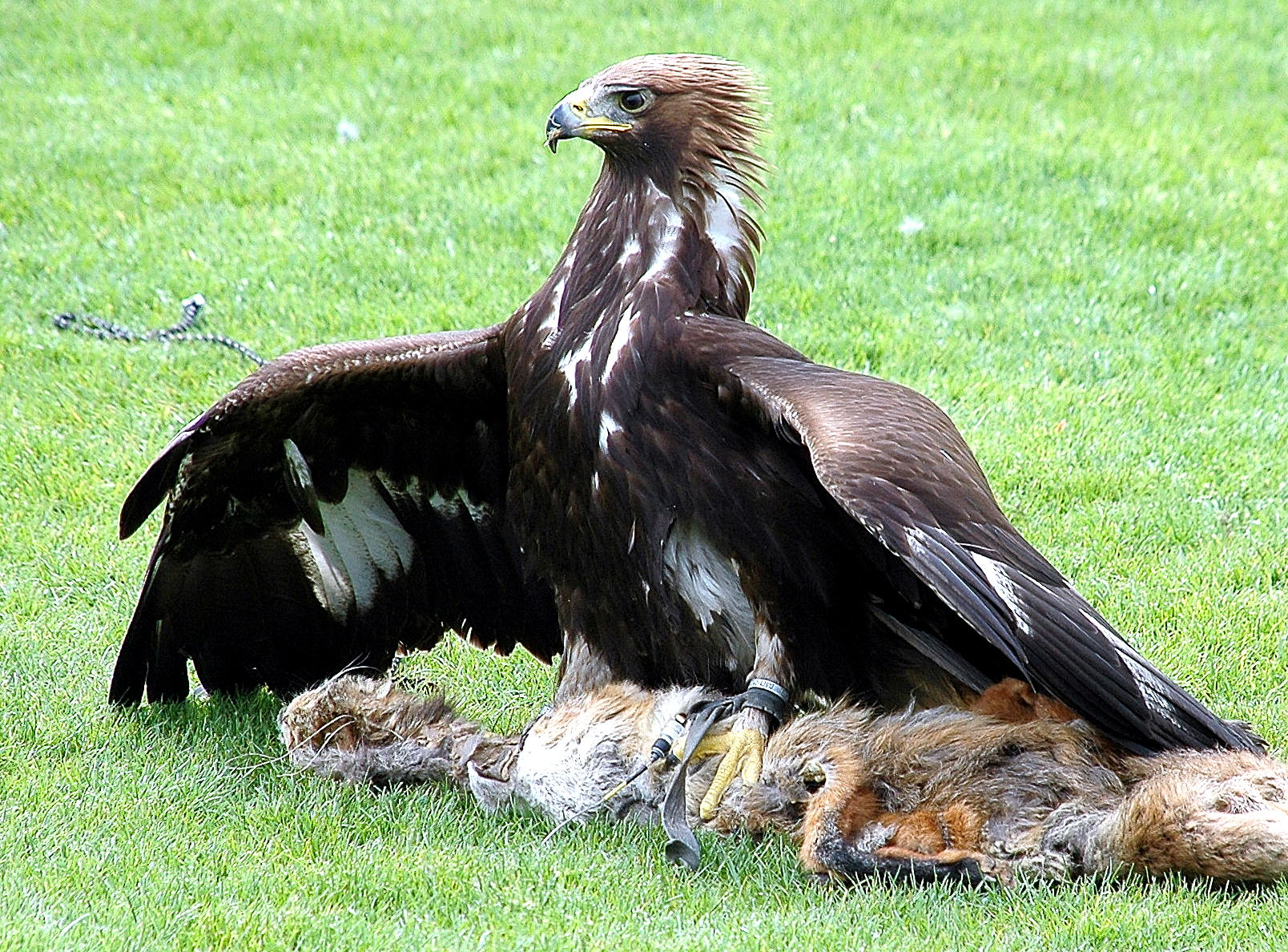
Típica posició de protecció de la peça caçada per l'àliga daurada

## Observacions
Els tàrtars del Kirguizstan n'utilitzen exemplars domesticats per a la caça d'antílops i d'altres preses, que captura en vols rasants.

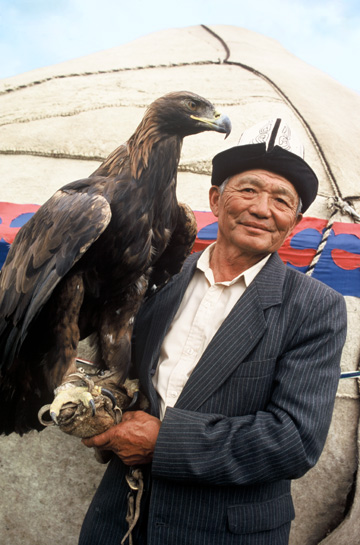
Exemplar ensinistrat per a l'ús en la falconeria

## Galeria

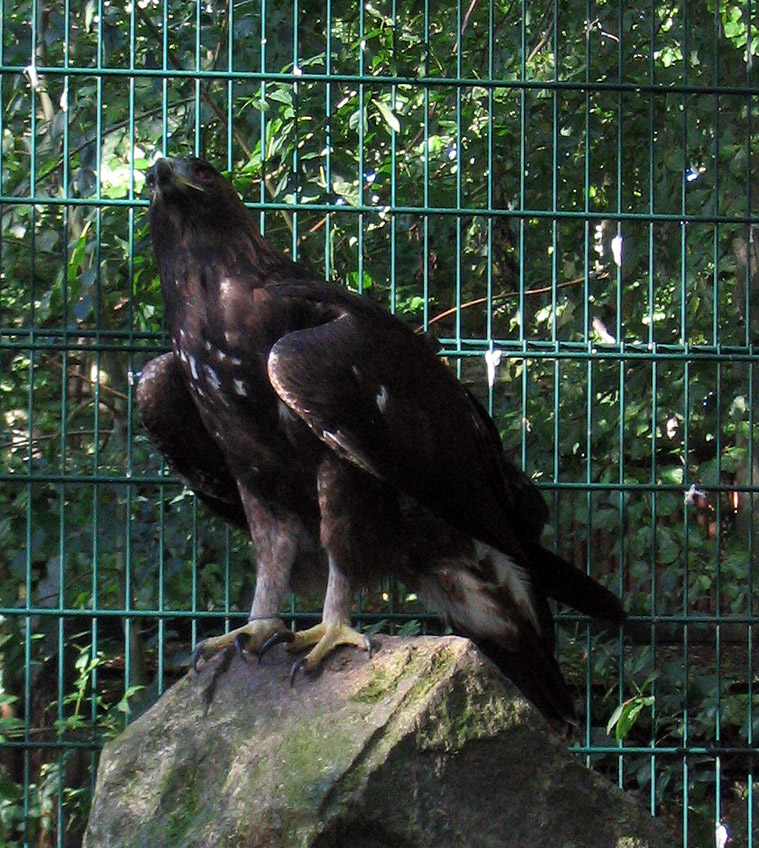
Exemplar d'àliga daurada
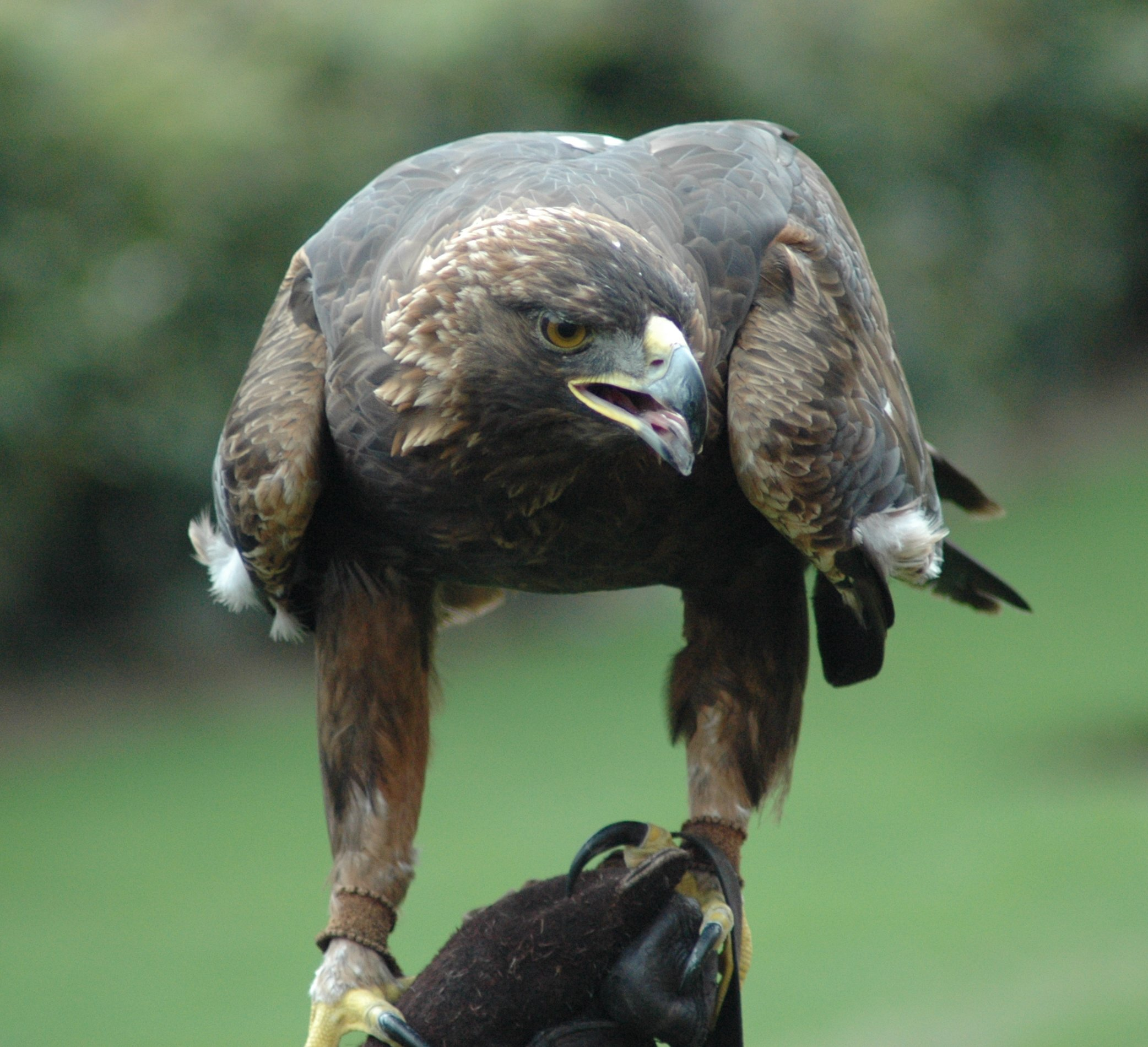